# Karadjordjestadion
Het Karadjordjestadion of Karađorđestadion (Servisch: Стадион Карађорђе) is een multifunctioneel stadion in de Servische stad Novi Sad.
Het stadion werd gebouwd in 1924 en is sindsdien meermalen gerenoveerd. De vaste bespeler is FK Vojvodina, terwijl ook Jong Servië zijn thuiswedstrijden in dit stadion speelt. Incidenteel speelt ook het nationale elftal een wedstrijd in Novi Sad.
Het stadion werd tevens gebruikt voor het Europees kampioenschap voetbal mannen onder 17 van 2011. In dit stadion werden onder andere de halve finales en finale gespeeld. In totaal waren er zes wedstrijden.